# Teorema de Anne

Las sumas de las áreas de triángulos opuestos son iguales, es decir
Área(BCL) + Área(DAL) = Área(LAB) + Área(DLC)

El teorema de Anne, llamado así por el matemático francés Pierre-Léon Anne (1806-1850), es una afirmación de geometría euclidiana, que describe la igualdad de ciertas áreas dentro de un cuadrilátero convexo.
Específicamente, declara:
Sea ABCD un cuadrilátero convexo con diagonales AC y BD, que no es un paralelogramo. Además, sean E y F los puntos medios de las diagonales y L un punto arbitrario en el interior de ABCD. L forma cuatro triángulos con los bordes de ABCD. Si las dos sumas de áreas de triángulos opuestos son iguales (  Área (BCL) + Área(DAL)= Área(LAB) + Área(DLC) ), entonces el punto L está ubicado en la línea de Newton, que es la línea que conecta E y F.
Para un paralelogramo, la línea de Newton no existe, ya que ambos puntos medios de las diagonales coinciden con el punto de intersección de las diagonales. Además, la identidad de área del teorema se cumple en este caso para cualquier punto interno del cuadrilátero.
El inverso del teorema de Anne también es cierto, es decir, para cualquier punto de la línea de Newton que sea un punto interno del cuadrilátero, la identidad del área se mantiene.